# Svetlana Munkova
Svetlana Vladimirovna Munkova (nom de jeune fille : Svetlana Vladimirovna Ruban) est une sauteuse en hauteur ouzbèke, née le 23 mai 1965 à Tachkent, en RSS d'Ouzbékistan, en URSS. Elle est médaillée d'or aux Jeux asiatiques de 1994 et médaillée d'argent lors des Championnats d'Asie 1993. Elle a également participé aux Jeux olympiques d'été de 1996.

## Carrière
Svetlana Munkova est née le 23 mai 1965 à Tachkent,. Elle a représenté l'Ouzbékistan dans des compétitions internationales d'athlétisme.
En 1993, elle a remporté une médaille d'argent aux Championnats d'Asie à Manille avec un saut de 1,92 mètres, montrant ainsi des résultats qui lui ont valu la deuxième place. Elle a perdu de justesse face à la gagnante, Svetlana Zalevskaya du Kazakhstan, en se basant sur le nombre de tentatives. 
En 1994, elle a remporté une médaille d'or aux Jeux asiatiques à Hiroshima avec un saut de 1,92 mètres. La même année, le président de l'Ouzbékistan, Islam Karimov, a décerné à Svetlana la médaille «Shuxrat» en reconnaissance de sa participation aux XIIe Jeux asiatiques qui se sont tenus à Hiroshima.
En 1995, elle n'a pas réussi à atteindre les finales aux Championnats du monde en salle à Barcelone avec un résultat de 1,80 mètre, se classant à la 23e-26e place. Aux Championnats du monde à Göteborg, elle a de nouveau manqué les finales (1,85 mètre), terminant 15e-16e dans son groupe de qualification.
En 1996, elle faisait partie de l'équipe nationale de l'Ouzbékistan aux Jeux olympiques d'été à Atlanta. Elle a réussi à franchir 1,75 mètre lors de sa première tentative lors des qualifications et 1,80 mètre lors de sa troisième tentative, mais elle n'a pas pu franchir la barre à 1,85 mètre. Elle a terminé 28e au classement général, avec un retard de 13 centimètres sur la gagnante, Inga Babakova de l'Ukraine.
Elle réside actuellement à Samara et travaille en tant qu'entraîneuse de natation.

## Réalisations personnelles
Saut en hauteur - 1,94 mètres (17 mai 1988, Almaty).
Saut en hauteur en salle - 1,80 mètres (10 mars 1995, Barcelone).